# Rómulo Gallegos

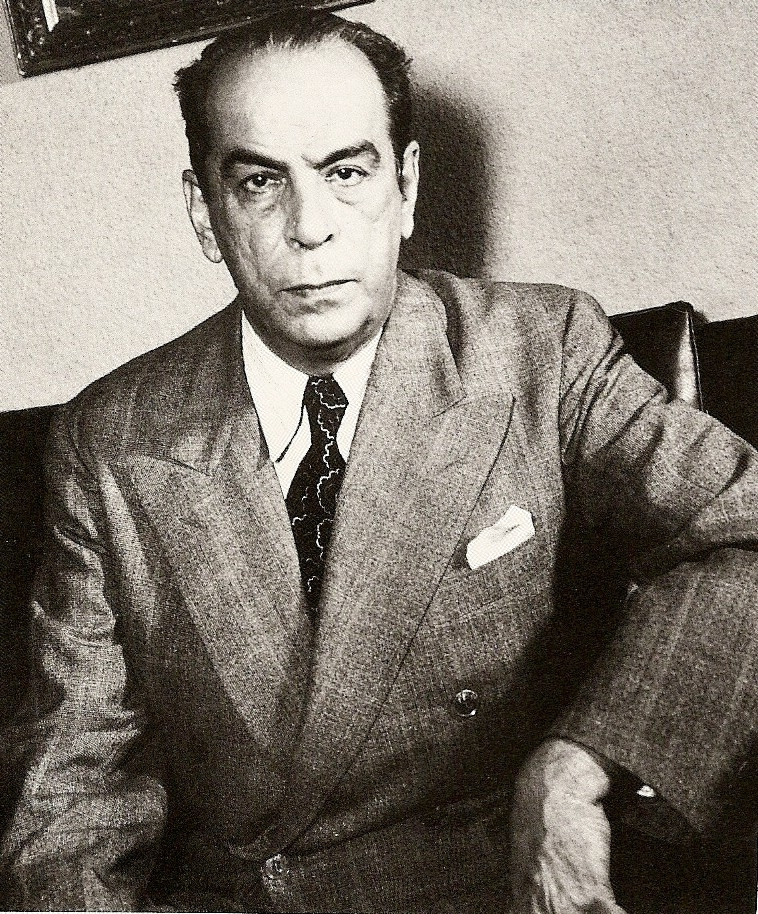
Rómulo Gallegos

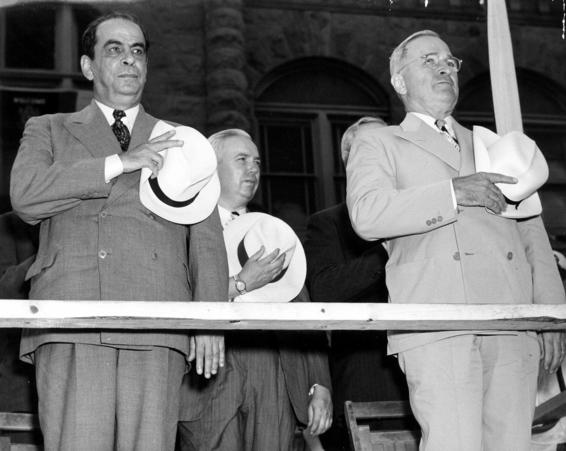
Rómulo Gallegos (links) met Harry S. Truman op 4 juli 1948

Rómulo Gallegos Freire (Caracas, 2 augustus 1884 – Caracas, 4 april 1969) was een Venezolaans romanschrijver en politicus.
Rómulo Gallegos is de schrijver van de bestseller Doña Bárbara (1929).
Hij werd in april 1948 een democratisch gekozen president van Venezuela. Zijn verkiezing volgde op een democratische omwenteling in 1945 onder leiding van Romulo Betancourt. In 1947 werd een nieuwe grondwet van kracht, en in de daarop volgende verkiezingen won Gallegos het presidentschap. Reeds op 23 november 1948 werd hij afgezet en werd er een militaire dictatuur ingesteld.
Naar Gallegos werd in 1964 een literaire prijs vernoemd, de Premio Rómulo Gallegos. Ook kreeg een gemeente in de staat Apure zijn naam: Rómulo Gallegos.

## Gepubliceerd werk
- El último Solar (1920) (ook onder de titel:Reinaldo Solar)
- La trepadora (1925)
- Doña Bárbara (1929)
- Cantaclaro (1934)
- Canaima (1935)
- Pobre negro (1937)
- El forastero (1942)
- Sobre la misma tierra (1943)
- La brizna de paja en el viento (1952)
- Una posición en la vida (1954)
- El último patriota (1957)

- Bibsys: 90554829
- Biblioteca Nacional de Chile: 000827978
- Biblioteca Nacional de España: XX909381
- Bibliothèque nationale de France: cb119039571 (data)
- Catàleg d'autoritats de noms i títols de Catalunya: 981058523531706706
- CiNii: DA02142425
- Gemeinsame Normdatei: 118689312
- International Standard Name Identifier: 0000 0001 1028 480X
- Library of Congress Control Number: n50029007
- Nationale Bibliotheek van Letland: 000004004
- National Archives and Records Administration: 23888952
- Bibliotheek van het Japanse parlement: 001278050
- Nationale Bibliotheek van Tsjechië: jn19990002539
- Nationale bibliotheek van Australië: 35201443
- Nationale Bibliotheek van Israël: 987007278799205171
- Nationale Bibliotheek van Polen: a0000001150741
- Nationale en Universitaire bibliotheek Zagreb: 000099325
- Nederlandse Thesaurus van Auteursnamen: 068769318
- Réseau des bibliothèques de Suisse occidentale: 02-A003276188
- LIBRIS: 187884
- SNAC: w6qv5jh6
- Système universitaire de documentation: 026879581
- Trove: 862546
- Virtual International Authority File: 66467550
- WorldCat: E39PBJkxK9PXbkVpkvGRhM8pyd